# Сенат Пакистана
Сенат Пакистана (англ. Senate of Pakistan) — верхняя палата парламента Пакистана.
Срок полномочий сената составляет 6 лет, при этом треть состава сената обновляется каждые 2 года.
Председатель сената — Юсуф Реза Гилани (с 9 апреля 2024 года). В случае невозможности президентом Пакистана исполнять свои обязанности его функции передаются председателю Сената до избрания нового президента.

## История
Конституция Пакистана 1973 года установила парламентскую форму правления с разделением парламента на Национальную ассамблею и Сенат.
Первоначально численность Сената составляла 45 депутатов, затем была увеличена до 63 в 1977 году и до 87 в 1985 году. В 2002 году Первез Мушарраф увеличил численность Сената до 100 членов.

## Партийный состав Сената (с 2015)
| Партия                              | места |
| ----------------------------------- | ----- |
| Пакистанская народная партия        | 27    |
| Пакистанская мусульманская лига (Н) | 26    |
| Движение Муттахида Кауми            | 8     |
| Национальная партия Авами           | 7     |
| Техрик-е-Инсаф                      | 6     |
| Джамиат Улема-е-Ислам               | 5     |
| Пакистанская мусульманская лига (К) | 4     |
| Мухтунква Милли авари               | 3     |
| Национальная партия Пакистана       | 3     |
| Партия национального спасения-А     | 2     |
| Партия национального спасения       | 1     |
| Пакистанская мусульманская лига (Ф) | 1     |
| Джамаат-е-Ислами=                   | 1     |
| Беспартийные                        | 10    |
| Всего                               | 104   |